# Liburnia pusana
Liburnia pusana är en insektsart som först beskrevs av William Lucas Distant 1912.  Liburnia pusana ingår i släktet Liburnia och familjen sporrstritar. Inga underarter finns listade i Catalogue of Life.